# 大山大介

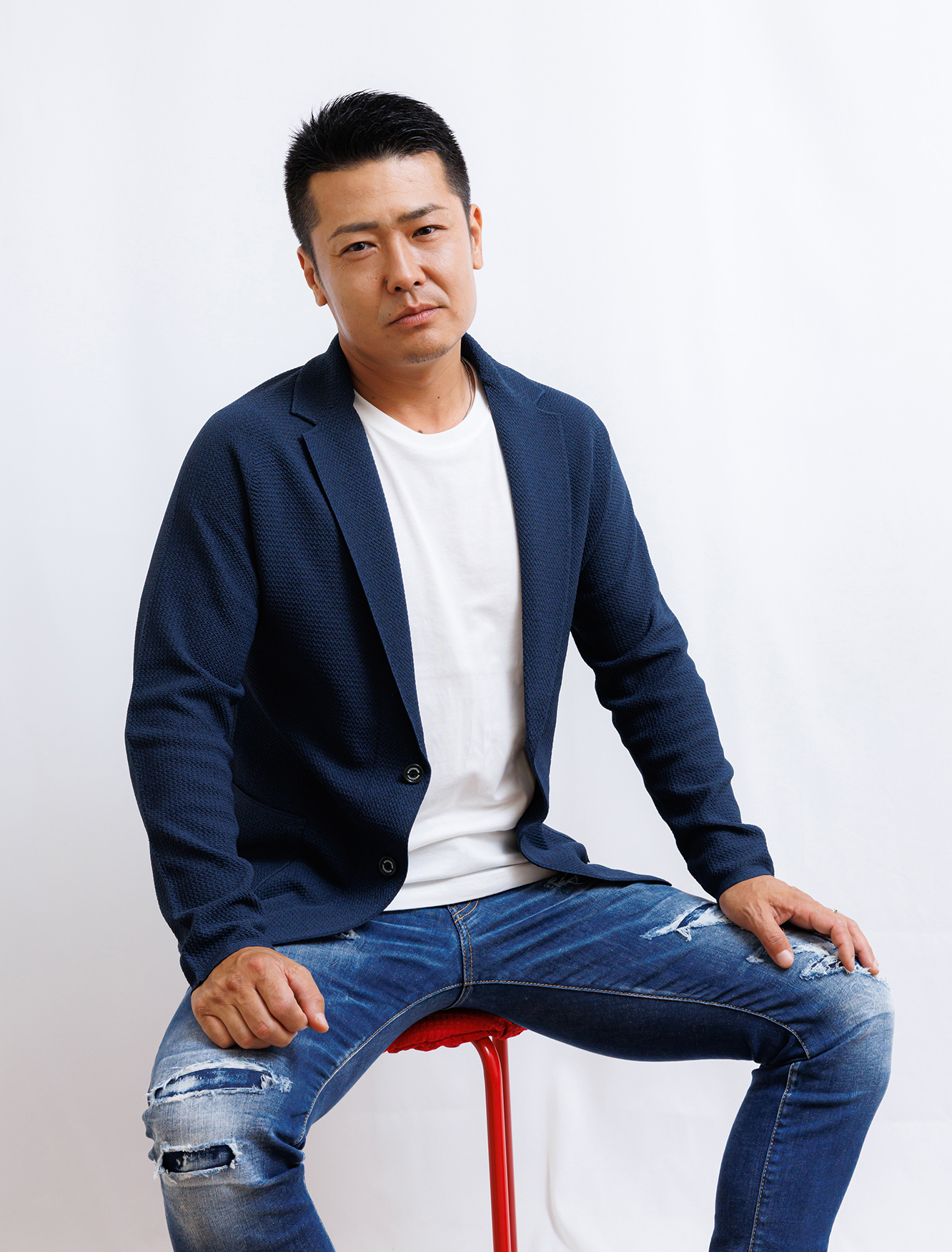
Daisuke Ohyama

大山 大介（おおやま だいすけ、1981年〈昭和56年〉12月22日 - ）は、日本の俳優。人気任侠シリーズ『日本統一』では2014年から侠和会 長谷川大輔役として出演。山崎一門のメンバーの１人として約8年間レギュラーを務めた。

## 略歴
茨城県水海道市（現在の常総市）の農家の長男として生まれる。子どもの頃から活発な性格に育つも仲間との絆を大事にする暴走族の習性が自分の性分に合ったことから自らその道へ。
　またその一方で中学生の時に学校内でみんなを笑わせる事が好きで先生のモノマネをしたり、当時流行っていたドラマの主人公のモノマネをして場を沸かせるといった一面もあった。
芸能の世界には、もともと音楽好きだったこともあり、音楽の勉強をするために18歳で上京。音楽の専門学校に通いながらバンド活動を始めドラムを担当する。真剣に音楽に向き合って活動する。当時、俳優事務所にスカウトされたこともあった。しかし、その頃には芝居に興味が持てなかったため断るといったエピソードもある。しかし、バンドは解散し就職。一般的な会社員として働いていたが過去にスカウトされたことやアクション映画が好きだったことから俳優業に興味を持ち始め、知人から安岡力也を紹介してもらいその男気溢れる人間性と親分肌に惚れ込み弟子入り。力也の最後の付き人となった。
2011年4月に安岡力也が死去し、遺言によって力也の師匠である若山富三郎の長男、若山騎一郎が運営する若山プロダクションに約2年所属。
その後、フリーとして様々な作品に出演。
現在は力也が生前親交の深かった白竜らと共にVシネマを中心に多数の作品で活躍中。

## 出演

### Vシネマ
- 日本統一6 - 49（2014年8月 - 2022年1月） - 侠和会 長谷川大輔
- 新・極道の紋章2・3（2014年） - 刑事 野々村
- 関東極道連合会 第一章（2014年） - ヤマフジ組組員
- 日本やくざ抗争史　巨大組織分裂（2015年） - ヒットマン（三和会系同身会）
- 三代目代行4・5（2015年） - 巴一家組員 伊藤英寿
- 若頭暗殺（2015年） - ヒットマン（ヒサモト一家）
- 東京やくざ抗争（2016年）
- 制覇4・5・6（2016年） - 東瀛会組員 池谷恭一
- 新宿黒社会（2016年） - 飯田
- 月光～GEKKO～（2018年） - 三枝善鳴
- CONFLICT 〜最大の抗争〜（2016年5月28日） - 天道会五代目会長の付き人
- 極道黙示録（2017年） - 堂念組組長の付き人
- 裏門釈放（2017年） - 金田嶺顕
- 極道の門（2018年） - 二代目大政組二代目尾形組倉嶋組幹部 馬場健太郎
- 日本統一外伝 〜山崎一門〜1・2（2020年） - 侠和会 長谷川大輔
- 極道の紋章レジェンド シリーズ（2020年 - ） - 五代目川谷組組長　新垣隼人
- 日本統一 エピソード集I・Ⅳ・Ⅴ（2021年） - 侠和会 長谷川大輔

### テレビドラマ
- 土曜ドラマ9 BSテレ東 テレビ東京 W県警の悲劇（2019年） - ギャング
- NHK テレビ逆転人生（2019年） - 再現ドラマ 暴走族OB

### 映画
- 密殺! THE MISSATSU ROAD TO THE HELL（2022年6月劇場公開、坂東聖監督） - 主演・伸山賢兵[2]
- 真龍帝外伝（2022年8月劇場公開、市原剛監督） - 獅子王会三代目天狼一家若頭・加賀谷丈[3]
- 龍帝外伝《最終章》（2023年4月劇場公開、市原剛監督） - 獅子王会三代目天狼一家若頭・加賀谷丈[3]
- 密殺! Ⅱ THE MISSATSU 激闘篇（2023年4月劇場公開、坂東聖監督） - 主演・伸山賢兵[2]
- 龍帝外伝《新章》LEGEND OF DRAGON（2024年12月劇場公開、市原剛監督） - 獅子王会四代目天狼一家総長・加賀谷丈[4]

### 配信
- 楽天TV 日本統一 ～やまざきいちもん～ 3話・6話（2023年） - 長谷川の亡霊

### 舞台
- 銀幕愚連隊−平家物語−（2011年）
- ホフマンニ恋シテ−唐十郎− 「下町ホフマン」より（2013年、劇団東京倶楽部 公演）